# العلاقات الأمريكية البنينية
العلاقات الأمريكية البنينية هي العلاقات الثنائية التي تجمع بين الولايات المتحدة وبنين.

## مقارنة بين البلدين
هذه مقارنة عامة ومرجعية للدولتين:
| وجه المقارنة                                              | الولايات المتحدة                                                                                                  | بنين            |
| --------------------------------------------------------- | --- | --------------- |
| المساحة (كم2)                                             | 9.83 مليون | 114.76 ألف      |
| عدد السكان (نسمة)                                         | 311.58 مليون | 11.18 مليون     |
| الكثافة السكانية (ن./كم²)                                 | 31.7 | 97.42           |
| العاصمة                                                   | واشنطن العاصمة | بورتو نوفو      |
| اللغة الرسمية                                             | لغة إنجليزية | لغة فرنسية      |
| العملة                                                    | دولار أمريكي | فرنك غرب أفريقي |
| الناتج المحلي الإجمالي (بليون دولار)                      | 19.39 تريليون | 9.27 مليار      |
| الناتج المحلي الإجمالي (تعادل القوة الشرائية) بليون دولار | 18.04 تريليون | 22.38 مليار     |
| الناتج المحلي الإجمالي الاسمي للفرد دولار أمريكي          | 56.12 ألف | 762             |
| الناتج المحلي الإجمالي للفرد دولار أمريكي                 | 54.63 ألف | 2.03 ألف        |
| مؤشر التنمية البشرية                                      | 0.920 | 0.480           |
| رمز المكالمات الدولي                                      | +1 | +229            |
| رمز الإنترنت                                              | .us، حكومة، .mil، Edu.                                                                                            | .bj             |
| المنطقة الزمنية                                           | توقيت ساموا الأمريكية، توقيت أطلنطي موحد، منطقة زمنية وسطى، توقيت ألاسكا ‏، المنطقة الزمنية الجبلية، توقيت تشامرو ‏ | ت ع م+01:00     |

## مدن متوأمة
في ما يلي قائمة باتفاقيات التوأمة بين مدن أمريكية وبنينية:
- ترتبط أتلانتا مع كوتونو باتفاقية توأمة منذ 1979.

## منظمات دولية مشتركة
يشترك البلدان في عضوية مجموعة من المنظمات الدولية، منها:
| علم المنظمة | اسم المنظمة                               | تاريخ انضمام الولايات المتحدة | تاريخ انضمام بنين |
| ----------- | ----------------------------------------- | ----------------------------- | ----------------- |
|             | منظمة حظر الأسلحة الكيميائية              | ?                             | ?                 |
|             | الاتحاد الدولي للاتصالات                  | 1 يوليو 1908                  | 1961              |
|             | منظمة الشرطة الجنائية الدولية             | ?                             | ?                 |
|             | البنك الإفريقي للتنمية                    | ?                             | ?                 |
|             | المركز الدولي لتسوية المنازعات الاستشارية | 14 أكتوبر 1966                | 14 أكتوبر 1966    |
|             | وكالة ضمان الاستثمار متعدد الأطراف        | 12 أبريل 1988                 | 26 سبتمبر 1994    |
|             | منظمة التجارة العالمية                    | ?                             | ?                 |
|             | يونسكو                                    | 4 نوفمبر 1946                 | 18 أكتوبر 1960    |
|             | مؤسسة التنمية الدولية                     | 24 سبتمبر 1960                | 16 سبتمبر 1963    |
|             | الأمم المتحدة                             | 24 أكتوبر 1945                | 20 سبتمبر 1960    |
|             | الاتحاد البريدي العالمي                   | ?                             | ?                 |
|             | البنك الدولي للإنشاء والتعمير             | 27 ديسمبر 1945                | 10 يوليو 1963     |
|             | مؤسسة التمويل الدولية                     | 20 يوليو 1956                 | 5 فبراير 1987     |

## أعلام
هذه قائمة لبعض الشخصيات التي تربطها علاقات بالبلدين:
- أنجيليك كيدجو (موسيقية بنينية، 14 يوليو 1960[25] – )
- كاساندرا ويلسون (موسيقية أمريكية، 4 ديسمبر 1955[26][27] – )
- لوسيل كليفتون (شاعرة أمريكية، 27 يونيو 1936[28][29][30] – 13 فبراير 2010[28][29][31])

## وصلات خارجية
- موقع وزارة الخارجية الأمريكية